# Kostrnica
Kostrnica (lat. Petrorhagia) je biljni rod iz porodice klinčićevki, dio je podtribusa Caryophyllinae. Pripada mu tridesetak vrsta jednogodišnjeg raslinja i trajnica rasprostranjenog po Kanarskim otocima, Europi, Mediteranu, Zapadnoj (uključujući Kavkaz) i Srednjoj Aziji do Sibira, središte raznolikosti je u Grčkoj i Turskoj.
U Hrvatskoj raste nekoliko vrsta, to su baršunasta kostrnica (P. dubia; sin. P. velutina), stjenovita kostrnica (P. saxifraga), pljevasta kostrnica (P. glumacea), klijava kostrnica (P. prolifera) i obrnutosrcasta kostrnica (P. obcordata)

## Vrste
1. Petrorhagia alpina (Hablitz) P.W.Ball & Heywood
2. Petrorhagia arabica (Boiss.) P.W.Ball & Heywood
3. Petrorhagia cretica (L.) P.W.Ball & Heywood
4. Petrorhagia cyrenaica (E.A.Durand & Barratte) P.W.Ball & Heywood
5. Petrorhagia dianthoides (Sm.) P.W.Ball & Heywood
6. Petrorhagia dubia (Raf.) G.López & Romo; baršunasta kostrnica
7. Petrorhagia elymaitica (Mozaff.) Falat., Assadi & F.Ghahrem.
8. Petrorhagia fasciculata (Margot & Reut.) P.W.Ball & Heywood
9. Petrorhagia glumacea (Bory & Chaub.) P.W.Ball & Heywood; pljevasta kostrnica
10. Petrorhagia graminea (Sm.) P.W.Ball & Heywood
11. Petrorhagia grandiflora Iatroú
12. Petrorhagia hispidula (Boiss. & Heldr.) P.W.Ball & Heywood
13. Petrorhagia kennedyae (A.K.Jacks. & Turrill) P.W.Ball & Heywood
14. Petrorhagia laconica Trigas, Kalpoutz. & Kougioum.
15. Petrorhagia lycica (P.H.Davis) P.W.Ball & Heywood
16. Petrorhagia macra (Boiss. & Hausskn.) P.W.Ball & Heywood
17. Petrorhagia nanteuilii (Burnat) P.W.Ball & Heywood
18. Petrorhagia obcordata (Margot & Reut.) Greuter & Burdet; obrnutosrcasta kostrnica
19. Petrorhagia ochroleuca (Sm.) P.W.Ball & Heywood
20. Petrorhagia pamphylica (Boiss. & Balansa) P.W.Ball & Heywood
21. Petrorhagia peroninii (Boiss.) P.W.Ball & Heywood
22. Petrorhagia phthiotica (Boiss. & Heldr.) P.W.Ball & Heywood
23. Petrorhagia prolifera (L.) P.W.Ball & Heywood; klijava kostrnica
24. Petrorhagia rhiphaea (Pau & Font Quer) P.W.Ball & Heywood
25. Petrorhagia rupestris Brullo & Furnari
26. Petrorhagia sarbaghiae S.A.Ahmad
27. Petrorhagia saxifraga (L.) Link; stjenovita kostrnica
28. Petrorhagia syriaca (Boiss.) Mouterde & Greuter
29. Petrorhagia thessala (Boiss.) P.W.Ball & Heywood
30. Petrorhagia wheeler-hainesii Rech.f.
31. Petrorhagia zoharyana Liston